# La curiosa
La curiosa es una película española de comedia estrenada en 1973, dirigida y escrita por Vicente Escrivá y protagonizada en los papeles principales por Patty Shepard, Máximo Valverde y Josele Román.
La película obtuvo el tercer puesto en la 32ª edición de los premios del Sindicato Nacional del Espectáculo.

## Sinopsis
Azucena, que ha vivido recluida veinte años en un convento, y Paulina viven en un pequeño pueblo a cargo de su tía Julia. Ninguna de las dos sabe nada de sexualidad ni como se quedan embarazadas las mujeres, de manera que deciden explorarlo por su cuenta.

## Reparto
- Patty Shepard como Azucena
- Josele Román como	Paulina
- Paca Gabaldón como Isabelita
- Máximo Valverde como Ángel
- Mari Carmen Prendes como Doña Anselma
- Guadalupe Muñoz Sampedro como	Doña Julia
- María Isbert como	Doña Virtudes
- Mirta Miller como Emperatriz
- Rafaela Aparicio como	Mujer chismosa
- Pilar Gómez Ferrer como Doña Amalia
- Carmen Martínez Sierra como Doña Antonia
- Ángel Picazo como	Don Ramón
- Mery Leyva
- Vicente Roca como	Don Matías
- Alfonso del Real como Don Cándido
- Luis Barbero como	Don Valentín
- Pedro Valentín como Desiderio
- Isabel Pallarés
- Yolanda Ríos
- Lola Tejela
- Nené Morales
- Mari Carmen Duque como Florita
- Paloma Juanes
- Ingrid Rabel
- Rosa Fontana
- Asunción Aranda
- Liliane Meric
- Rosita Fuster
- Pepita Jiménez
- José Riesgo como Don Anselmo
- Simón Arriaga como Gayo
- Manuel de Blas como Don Arturo
- E.T. Ruiz
- Francisco Agudín
- Jimmy Arnau como Entrevistador
- Beni Deus  como Don Luis
- José Fernández como Don Felipe
- Luis Coromina como Cendrillo
- Cristino Almodóvar
- Fabián Conde como	Tejeiro
- José Yepes
- Betsabé Ruiz
- Antonio Cintado
- Katy Vadillo
- Frank Ortuño
- Paquita Ruiz
- Paco Lara
- Verónica Llimerá
- Gustavo Casado
- Esther Santana
- Roberto Daniel
- Valentina Gutiérrez
- José María Fraguas